# Stolzia trifasciata
Stolzia trifasciata is een rechtvleugelig insect uit de familie veldsprinkhanen (Acrididae). De wetenschappelijke naam van deze soort is voor het eerst geldig gepubliceerd in 1932 door Willemse.